# Sōshoku danshi

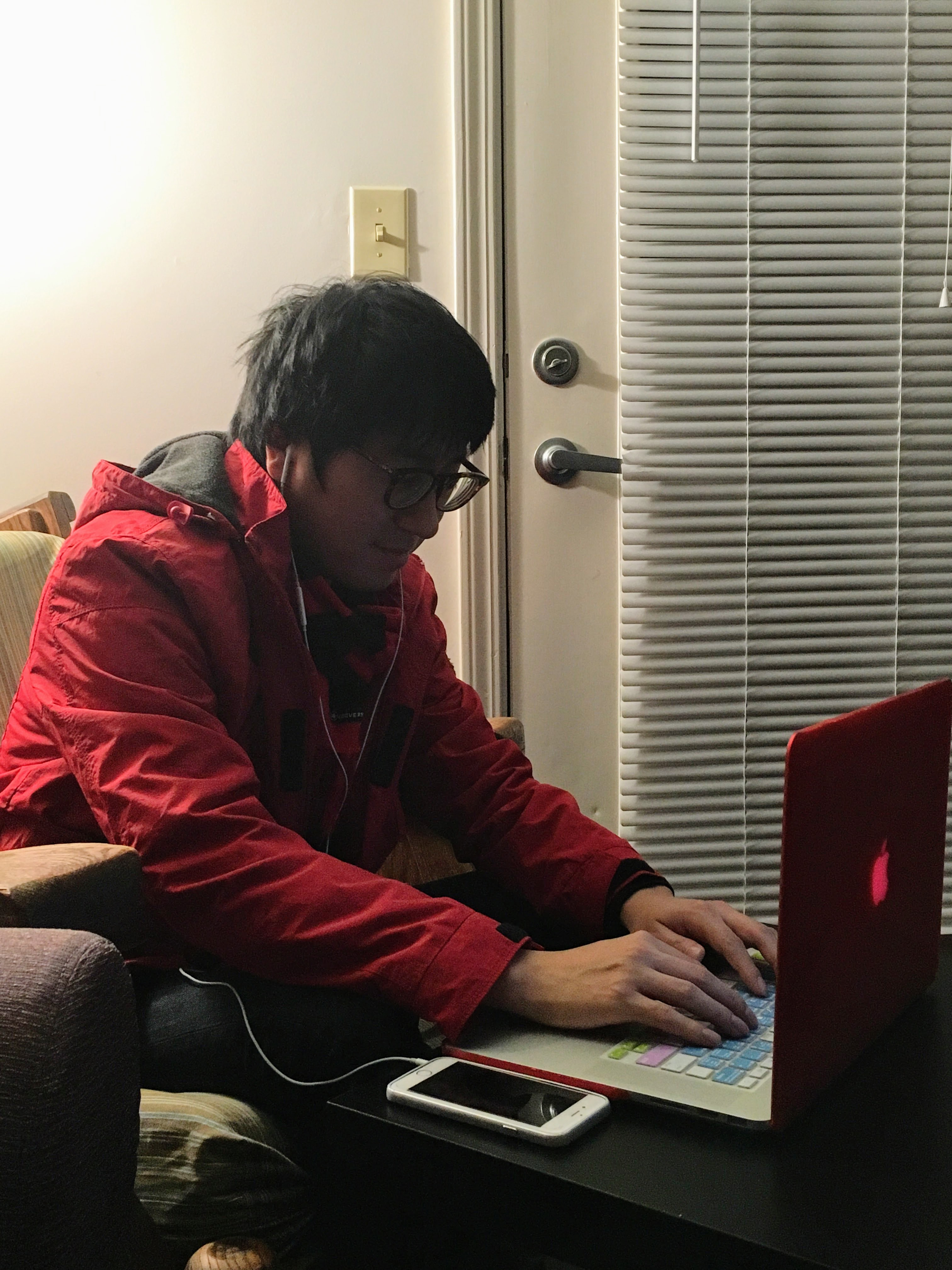
Els Sōshoku danshi solen vestir de moda i són experts en tecnologia.

Sōshoku danshi (草食男子, literalment homes herbívors) és un terme utilitzat al Japó per descriure els homes que no tenen interès o no estan avesats a les relacions amoroses i/o sexuals.
El terme va ser encunyat per primera vegada el 2006 per l'escriptora Maki Fukusawa en un article a la revista online U35 Danshi Marketing Zukan, un text on esmenta que els sōshoku danshi eren homes joves sense cap mena d'interès en el sexe i gens assertius ni proactius en afers amorosos, un fet que xocava amb la concepció tradicional del gènere masculí i de la masculinitat. A nivell de significat, el terme està format per les paraules sōshoku (草食, herbívor) i danshi (男子, home o noi), s'utilitza per descriure els homes que no tenen interès en l'amor, casar-se o el sexe, però que de fet retrata una nova situació en els rols de gènere en la societat del Japó. En aquest sentit, el terme herbívor, aquests homes no anaven a la caça de dones, com a carnívors, perquè en japonès el sexe es tradueix com a «relació de carn». A la mateixa època va aparèixer el manga Otomen, d'Aya Kanno, que va saber captar aquesta situació amb el protagonista del manga, un noi d'aspecte masculí i atlètic, però que li agraden tota mena de coses associades tradicionalment a les dones, i que va tenir un notable èxit.
El terme de Fukusawa no va rebre atenció fins a 2008, quan va tornar a aparèixer a la revista non-no, donant-se a conèixer entre el públic en general. El nou article explicava el trencament del paradigma de la dona que ha d'atreure l'home, exposant que la herbivorització havia fet que certs homes deixessin de ser agressius en matèria d'amor i sexe i oferia instruccions de com apropar-se a ells. El mateix any es va publicar per primera vegada amb un llibre que incloïa aquest terme en el seu títol, i es va començar a debatre sobre aquest terme a diversos programes de televisió, de fet entre 2008 i 2009 feu aparició a tota mena de mitjans de comunicació, incloent-hi televisió, Internet, diaris i revistes, i es va convertir en un tema de conversa ocasional. Com més es feu servir el seu sentit original es va anar diversificant, i els parlants van començar a fer matisos diferents. El desembre de 2010 aquest terme fou considerat com un dels més importants o de més renom de l'any en un concurs de U-CAN, si bé des del 2010 la paraula ha anat perdent el seu interès entre el públic.
Per tant, a nivell general es va considerar que eren homes que semblaven haver perdut la seva masculinitat, en la seva concepció tradicional o, fins i tot, haver patit un procés de feminització, que es remuntaria a finals del segle xx, d'acord amb certs canvis en l'aspecte físic d'alguns nois. No obstant això, Morioka defineix els homes herbívors com «homes amables i gentils, que sense estar lligats a la masculinitat, no persegueixen relacions romàntiques voraçment i no tenen aptituds per ser ferits o ferir els altres», per tant era més una qüestió de caràcter intern i no pas d'aspecte extern, independentment de si l'home era considerat efeminat o vestia a la moda. Segons Fukusawa, que encunyà el terme, aquests homes estan practicant, de fet, un nou tipus de masculinitat, però que no sembla trencar amb tradicions dintre de l'espiritualitat, com el budisme. El mateix autor afirmà que carnívors i herbívors no eren blocs monolítics, i va fer una divisió d'ambdós grups, basat especialment en l'experiència amb dones i també en la conjunció o no de trets d'homes carnívors o herbívors alhora en una mateixa persona.
Segons Powell, en contrapartida als sōshoku danshi, també van sorgir d'entre les dones, les anomenades nikushoku onna (literalment dones carnívores).